# 齊世武
齊世武（穆麟德轉寫：cišiu），滿洲正白旗，清朝政治人物、清朝刑部尚書。
曾任四川總督。康熙四十八年七月庚寅，接替巢可讬，擔任清朝刑部尚書，康熙五十年（1711年）因沈天生案革职，俱拟绞监候，秋后处决。命将尚书齐世武“以铁钉钉其五体于壁而死”。另据《满洲名臣传·齐世武列传》记载：齐被判绞之后，又改发遣伯都纳，雍正二年（1724年）卒。
齊世武革职后由哈山接任。